# Pentium 4
Pentium 4 je jednojádrový procesor sedmé generace architektury x86 (32bit) vyrobený firmou Intel. Je to jeho první kompletní redesign CPU (nazvaný NetBurst) od doby procesoru Pentium Pro vydaného roku 1995. Oproti procesorům Pentium II, Pentium III a Celeron je jeho architektura jen málo podobná designu procesoru Pentium Pro/P6. Mikroarchitektura NetBurst obsahuje velmi hlubokou instrukční pipeline, aby byla schopna dosáhnout velmi vysokých frekvencí. Představila také novou instrukční sadu SSE2. Pozdější modely Pentia 4 obsahovaly další vylepšení, jako třeba Hyper-threading, vlastnost, která umožňovala procesoru tvářit se jako dva logické procesory.
Původní Pentium 4 (kódové označení Willamette) běželo na 1,4 a 1,5 GHz a bylo uvolněno v listopadu 2000 na platformě Socketu 423 a později na frekvencích od 1,5 GHz do 3,8 GHz na Socketu 478. Sběrnice Front Side Bus běžela na frekvenci 100 MHz, díky technologii Quadruple data rate však efektivně dosahovala rychlosti 400 MHz. Vznikla také low-endová verze Celeron (zvaná taktéž Celeron 4) a high-endová verze Xeon určená pro víceprocesorové systémy.
Procesory Pentium 4 byly nahrazeny 16. dubna 2005 procesory Intel Pentium XE (s jádrem Smithfield), resp. 5. ledna téhož roku mobilními procesory Intel Core Duo (s jádrem Yonah).

## Architektura
Ve výsledcích benchmarků nebyly výhody architektury NetBurst zřetelné.[zdroj?] S pečlivě optimalizovaným kódem bylo schopno první Pentium 4 porazit (podle očekávání) nejrychlejší Pentium III. Ale v reálných aplikacích s velkým množstvím větvení nebo x86 instrukcí se stěží vyrovnalo, nebo dokonce podléhalo Pentiu III. Navíc architektura NetBurst produkovala mnohem více tepla, než kterýkoli předchozí procesor od AMD nebo Intelu.
Pentium 4 se tudíž nesetkalo jen s kladným ohlasem: vývojáři jej neměli rádi, protože zavádělo novou sadu pravidel pro optimalizaci. V matematických aplikacích i mnohem níže taktovaný procesor od AMD snadno porazil Pentium 4, které se mu dokázalo vyrovnat, jen pokud byl software speciálně zkompilovaný s optimalizací pro SSE2. Počítačoví nadšenci se Pentiu 4 také vyhýbali kvůli vysoké ceně a k ní nepřiměřenému výkonu.
Dvěma standardními jednotkami pro měření výkonu procesoru jsou počet vykonaných instrukcí na jeden takt a frekvence procesoru. Zatímco počet vykonaných instrukcí za takt je jen obtížně vyčíslitelný a velmi závislý na typu aplikace (a její optimalizaci), frekvence procesoru se měří snadno. Neznalí zákazníci si vysokou frekvenci automaticky spojovali s vysokým výkonem a Pentium 4 tak bylo neoddiskutovatelným megahertzovým šampiónem. Jelikož AMD nebylo schopno soupeřit na poli frekvence (ale naopak vedlo ve výkonu), zavedla společnost tzv. PR-značení procesorů, které udávalo výkon srovnatelného procesoru Pentium 4. Například tedy Athlon XP s jádrem Thoroughbred s PR 2200+ měl frekvenci pouze 1 833 MHz, ale měl mít výkon na úrovni Pentia 4 na frekvenci 2 200 MHz.
Při uvolnění Pentia 4 Intel prohlásil, že očekává škálovatelnost architektury NetBurst až na hranici 10 GHz (během několika generací výrobního procesu). Frekvenční strop této architektury se ale ukázal být mnohem níž; žádné Pentium 4 nedosáhlo frekvence 4 GHz (i když přetaktované modely se při použití dusíkového chlazení dostaly až na 5 GHz). Intel také neočekával rapidní růst teplotních úniků, který se objevil u čipů s 90 nm technologií. Spolu s normální produkcí tepla vyvstal velký problém s chlazením procesoru. Aby tuto krizi překonal, zkusil Intel několik redesignů (například jádro „Prescott“). Problém však zůstal nevyřešen a tak se Intel v letech 2005–2006 přesunul k „chladnější“ technologii Pentia M. V březnu 2006 Intel ohlásil architekturu Intel Core, která věnuje větší pozornost spotřebě energie a výkonu na jeden takt. Tyto procesory už kompletně nahradily Pentium 4 ve všech sférách.

## Modely

### Willamette (180nm)
- frekvence 1,3 GHz až 2,0 GHz
- sběrnice FSB 400 MHz
- L1 Cache: 8 KiB pro data, 12k μops pro instrukce
- L2 Cache: 256 KiB
- Socket 423 a Socket 478
- 42 mil. tranzistorů
- 217 mm²
- uveden 20. 11. 2000
- napětí jádra 1,7 V až 1,75 V

### Northwood (130nm)
- frekvence 1,6 GHz až 3,4 GHz
- sběrnice FSB 400 MHz, 533 MHz a 800 MHz
- L1 Cache: 8 KiB pro data, 12k μops pro instrukce
- L2 Cache: 512 KiB
- Socket 478
- 55 mil. tranzistorů
- 131 mm²
- uveden 7. 1. 2002
- napětí jádra 1,475 V až 1,55 V

### Prescott (90nm)
- frekvence 2,26 GHz až 3,8 GHz
- sběrnice FSB 533 MHz a 800 MHz
- L1 Cache: 16 KiB pro data, 12k μops pro instrukce
- L2 Cache: 1 MiB nebo 2 MiB (Prescott-2M)
- Socket 478, Socket T (775-pin)
- 125 mil. tranzistorů
- 112 mm²
- uveden 2. 2. 2004
- napětí jádra 1,475 V až 1,55 V

### Tejas (90nm) neuveden
- frekvence až 3,6 GHz
- sběrnice FSB 800 MHz
- L1 Cache: 24 KiB pro data, 12k μops pro instrukce
- L2 Cache: 1 MiB
- Socket T (775-pin)
- neuveden

### Cedar Mill (65nm)
- frekvence 3,0 GHz až 3,6 GHz
- sběrnice FSB 800 MHz
- L1 Cache: 16 KiB pro data, 12k μops pro instrukce
- L2 Cache: 2 MiB
- Socket T (775-pin)
- 118 mil. tranzistorů
- 97 mm²
- uveden 5. 1. 2006
- napětí jádra 1,375 V